# Erika Ayala Ríos
Erika Ayala Ríos (Coatzacoalcos, Veracruz, 22 de septiembre de 1976) es una contadora, docente y política mexicana afiliada al Partido Revolucionario Institucional.

## Trayectoria
Es Licenciada en Contabilidad por el Centro de Estudios Superiores Martínez de la Torre y tiene Maestría en Administración de Instituciones Educativas por el Instituto Tecnológico y de Estudios Superiores de Monterrey. En 2013 a 2014 fue presidenta Estatal del Partido Revolucionario Institucional en Veracruz.
De febrero a agosto de  2016 fue senadora al Congreso de la Unión de México por Veracruz en Segunda Fórmula ya que sustituyó a Héctor Yunes Landa ya que pidió licencia para buscar la candidatura para la gubernatura de Veracruz por el Partido Revolucionario Institucional pero fue derrotado por su primo Miguel Ángel Yunes Linares.